# Halicyclops clarkei
Halicyclops clarkei är en kräftdjursart som beskrevs av H.-V. Herbst 1982. Halicyclops clarkei ingår i släktet Halicyclops och familjen Cyclopidae. Inga underarter finns listade i Catalogue of Life.